# Marcin Janusz
Marcin Janusz est un joueur polonais de volley-ball né le 31 juillet 1994 à Nowy Sącz (voïvodie de Petite-Pologne). Il mesure 1,95 m et joue passeur. Il est international polonais.

## Clubs
| Club            | De        | À         |
| --------------- | --------- | --------- |
| Skra Bełchatów  | 2011-2012 | 2011-2012 |
| AZS Częstochowa | 2012-2013 | ...       |

## Palmarès
- Ligue des champions
  - Finaliste : 2012
- Championnat de Pologne 
  - Finaliste : 2012
- Coupe de Pologne (1)
  - Vainqueur : 2012